# Jenotajewka
Jenotajewka (russisch Енотаевка; 1785–1925 Jenotajewsk, russisch Енотаевск, nach alter Rechtschreibung Енотаевскъ) ist ein Dorf (selo) in der Oblast Astrachan in Russland. Es ist Verwaltungssitz des Rajons Jenotajewka und hat 7616 Einwohner (Stand 14. Oktober 2010).

## Lage
Der Ort liegt 154 km nordwestlich der Gebietshauptstadt Astrachan über dem rechten Hochufer der Wolga am Fluss Jenotajewka. Neben dem Selo Jenotajewka gehört auch die Siedlung Gospitomnika (Госпитомника; 2006: 17 Einwohner) zum Ortsgebiet.

## Geschichte
Jenotajewka wurde im Jahr 1741 auf Geheiß von Zarin Elisabeth durch den neu ernannten Gouverneur von Astrachan Wassili Tatischtschew als Zentrum für den Handel mit den benachbarten Steppenvölkern und als Festung zum Schutz der Postroute Astrachan–Moskau gegründet. 1785 erhielt die in Jenotajewsk umbenannte Siedlung Stadtrechte und wurde Verwaltungszentrum eines eigenen Ujesds. Im Zuge der kommunalen Neuordnung von 1925 verlor Jenotajewsk seinen Stadtstatus wieder.
Die Etymologie des Ortsnamens ist noch nicht eindeutig geklärt. Er leitet sich entweder von dem Personennamen Jenotai oder von der Verbindung von turksprachlich yan (Seite) und tau (Berg) ab, die Bezug auf die erhöhte Lage des Ortes über dem Wolga-Achtuba-Tiefland nehmen könnte; der „Berg Jenotai“ taucht jedenfalls bereits 1703 in den Reisebeschreibungen des niederländischen Kupferstechers Cornelis de Bruijn auf.

### Bevölkerungsentwicklung
Die folgende Übersicht zeigt die Entwicklung der Einwohnerzahlen von Jenotajewka.
| Jahr | Einwohner |
| ---- | --------- |
| 1939 | 3.810     |
| 1959 | 4.710     |
| 1970 | 6.163     |
| 1979 | 7.039     |
| 1989 | 7.836     |
| 2002 | 8.022     |
| 2010 | 7.616     |

Anmerkung: Volkszählungsdaten

## Verkehr
Der nächste Anschluss an das Schienennetz befindet sich im 30 km nordöstlich gelegenen Charabali. Durch die 3 km westlich trassierte Magistrale M6 Moskau–Astrachan ist Jenotajewka an das Fernstraßennetz angeschlossen. Im nahen Dorf Nikolskoje befindet sich eine Schiffsanlegestelle an der Wolga.

## Sehenswürdigkeiten
Die Dreifaltigkeitskirche (Троицкий собор) auf dem zentralen Platz des Ortes wurde 1832 in klassizistischen Formen nach Plänen des Petersburger Architekten Iosif Charlemagne errichtet. Sie ist Konkathedrale der Eparchie Astrachan-Jenotajewka.